# Rudka (Chotylub)
Rudka – część wsi Chotylub w Polsce, położona w województwie podkarpackim, w powiecie lubaczowskim, w gminie Cieszanów. Znajduje się we wschodniej części wsi.

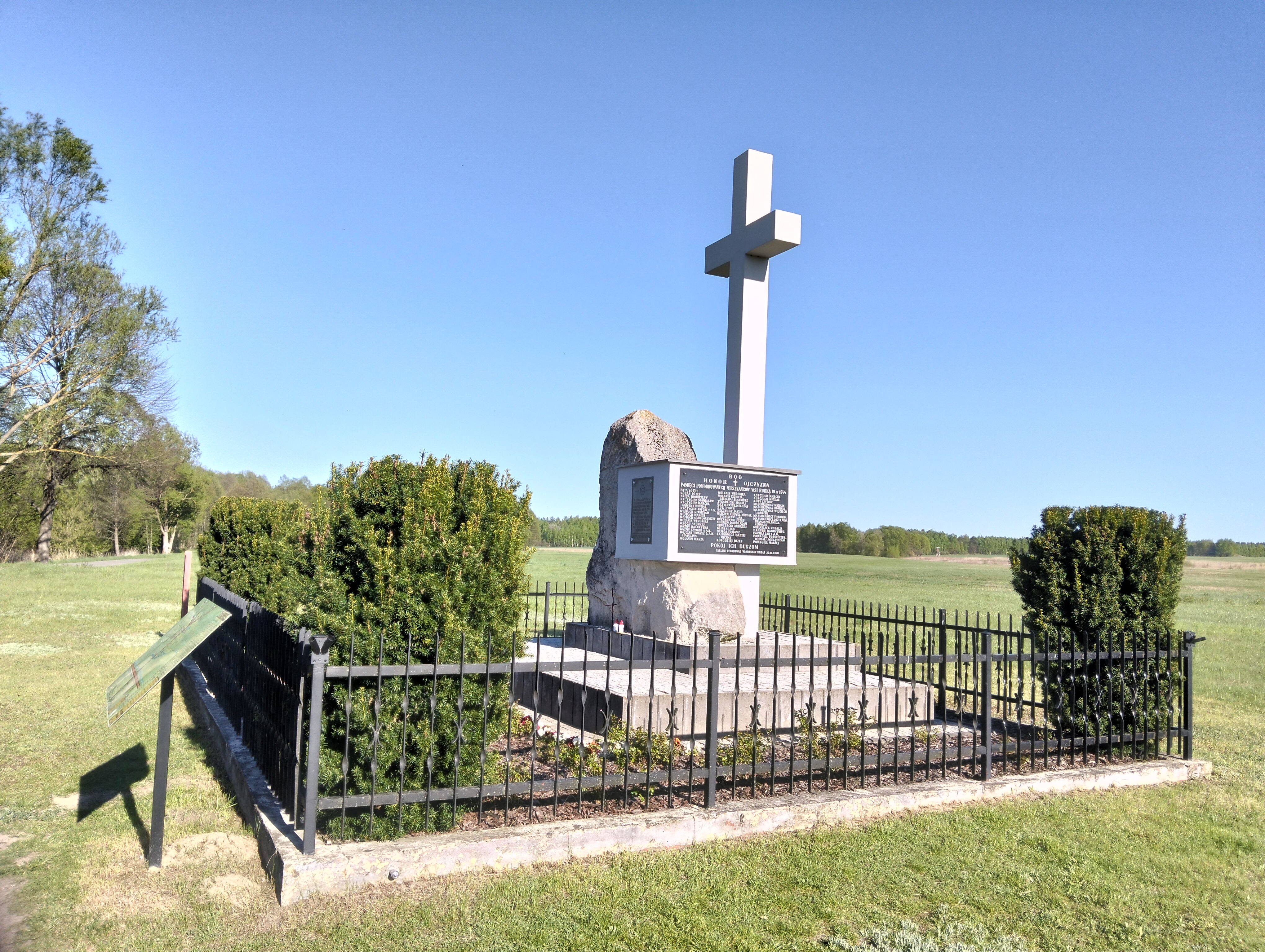
Pomnik ofiar masakry i teren dawnej wsi

Miejscowość nie występuje w systemie TERYT, figuruje jednak w PRNG (ID 117937).
Dawniej Rudka stanowiła odrębną, względem Chotylubia (należącego do gminy Cieszanów), gromadę w gminie Horyniec powiecie lubaczowskim w woj. lwowskim i rzeszowskim. W 1943 roku Rudka liczyła 422 mieszkańców. 19 kwietnia 1944 sotnia UPA kierowana przez Iwana Szpontaka „Zaliźniaka” dokonała pacyfikacji wsi, która nie została już nigdy odbudowana.
W latach 1954–1959 znajdowała się w gromadzie Chotylub a 1960–1972 w gromadzie Dachnów.
W latach 1975–1998 położona była w województwie przemyskim.